# Rhinagrion hainanense
Rhinagrion hainanense là loài chuồn chuồn trong họ Megapodagrionidae. Loài này được Wilson & Reels mô tả khoa học đầu tiên năm 2001.